# ملاقات با ونوس (فیلم)
ملاقات با ونوس (انگلیسی: Appointment with Venus) فیلمی در ژانر کمدی-درام به کارگردانی رالف توماس است که در سال ۱۹۵۱ منتشر شد. از بازیگران آن می‌توان به دیوید نیون، گلینیس جونز، و جرج کولوریس اشاره کرد.